# Peter Walker (politicus)
Peter Edward Walker, Baron Walker van Worcester (Londen, Engeland, 25 maart 1932 – Worcester, Engeland, 23 juni 2010) was een Brits politicus van de Conservative Party.
Walkter was tussen 1970 en 1990 bewindspersoon in de kabinetten-Heath (1970–1974) en Thatcher (1979–1990). Hij was minister van Huisvesting en Lokale Overheid in 1970, minister van Milieu van 1970 tot 1972, minister van Economische Zaken van 1972 tot 1974, minister van Landbouw, Visserij en Voedselvoorziening van 1979 tot 1983 en minister van Energie van 1983 tot 1987 en minister voor Wales van 1987 tot 1990.
Op 8 juli 1992 werd Walker benoemd als baron Walker van Worcester en werd lid van het Hogerhuis.
- Bibliothèque nationale de France: cb14451841g (data)
- Gemeinsame Normdatei: 1232761362
- International Standard Name Identifier: 0000 0001 2139 7017
- Library of Congress Control Number: n50020808
- Nationale Bibliotheek van Israël: 987007443745505171
- SNAC: w63j6r7s
- Système universitaire de documentation: 152232893
- Union List of Artist Names: 500209412
- Virtual International Authority File: 74073779
- WorldCat: E39PBJq6W68rCdxCM8gp3QXyBP